# Mantispa plicicollis
Mantispa plicicollis är en insektsart som beskrevs av Eduard Handschin 1935. Mantispa plicicollis ingår i släktet Mantispa och familjen fångsländor. Inga underarter finns listade i Catalogue of Life.